# Billabäcken

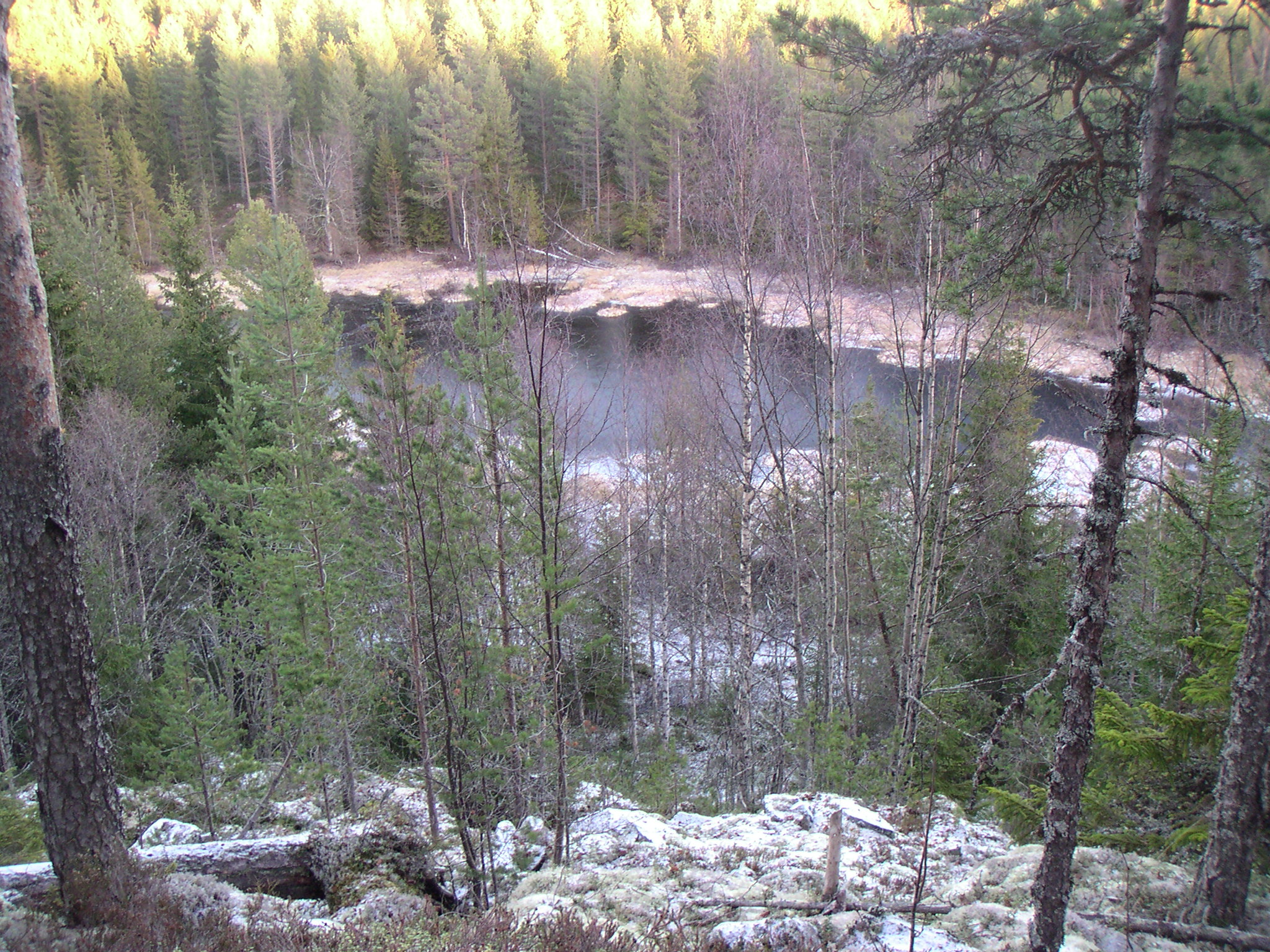
Rudtjärnen sedd från Långråberget

Billabäcken är ett cirka 7 km långt vattendrag i Örnsköldsviks kommun. Billabäcken har sin källa i Rudtjärnen i skogen norr om Österbillsjö och mynnar ut i Själevadsfjärden vid Överbilla. Billabäcken är både tillflöde och avflöde till Billsjötjärnen och Billatjärnen. Förr hade Billabäcken rätt god tillkomst av naturlig bäcköring, lokalt kallad stenbit. Den är idag nästan helt utkonkurrerad av inplanterad kanadensisk bäckröding.

## Rudtjärnen
Rudtjärnen består egentligen av två tjärnar som skiljs åt av en cirka 50 meter lång myr. Den mindre har en area på ca: 100 kvadratmeter, medan den större har en area på ca: 1700 kvadratmeter och är 78 meter lång. Lilla Rudtjärnen är källa till Billabäcken. Rudtjärnens västra sida har en vacker bakgrund av Långråbergets brant.